# George Simond

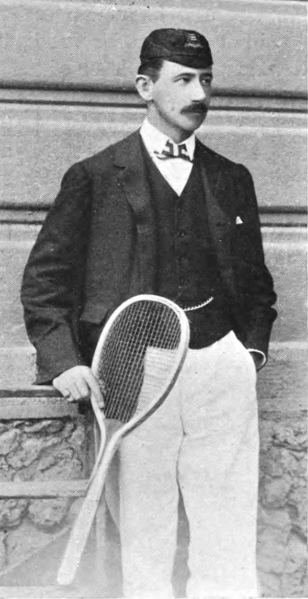
George Simond.

George Mieville Simond (Marylebone, 23 de enero de 1867 - Montecarlo,  9 de abril de 1941) era un tenista inglés, quien compitió en los Juegos Olímpicos de Londres 1908.
Simond nació en Marylebone. Participó en torneos entre los años 1894 a 1914. Entre los años 1896 y 1897 ganó el Torneo de Wimbledon a los cuartos de final. En 1908 ganó la medalla de plata en la competencia de tenis en categoría dobles de salón, junto con su compañero George Caridia.